# Salomon Tandeng Muna
Pour les articles homonymes, voir Muna.
Salomon Tandeng Muna, né le 27 mars 1912, à Ngenmbo (département de la Momo, région du Nord-Ouest, Cameroun) et mort le 22 janvier 2002 à Douala (département du Wouri, région du Littoral, Cameroun) , est un homme d'État camerounais qui fut Premier ministre du Cameroun occidental du 11 janvier 1968 au 20 mai 1972. Il est également vice-président de la République fédérale du Cameroun de 1970 à 1972. Il est président de l'Assemblée nationale du Cameroun de 1973 à 1988.
Salomon Tandeng Muna est très actif dans le scoutisme international, où il devient vice-président du Comité mondial du scoutisme (le premier membre africain), après avoir été chef scout du Cameroun, ainsi que président du Comité africain du scoutisme.
Il reçoit le Loup de bronze, la seule distinction de l'Organisation mondiale du mouvement scout, décernée par le Comité Mondial du Scoutisme pour des services exceptionnels rendus au Scoutisme mondial, en 1981.

## Fonction et parcours
- 1932-1947 : directeur de plusieurs écoles primaires, puis Head Tutor au Collège d'Instituteurs de Batibo. Poursuit ses études supérieures à Londres d'où il sort diplômé ;
- 1947-1951 : enseignant à Batibo ;
- 1951 : élu à l'Assemblée régionale du Nigeria oriental ;
- 1952-1954 : devient ministre des travaux publics du Nigeria oriental ;
- 1954-1957 : séparation du Nigeria oriental et du Cameroun méridional, devient ministre chargé des Ressources et des Travaux Publics du Cameroun occidental ;
- 1959-1961 : ministre des Travaux publics puis ministre des Finances, du Commerce et de l'Industrie ;
- 20 octobre 1961 - 11 janvier 1968 : Ministre des Transports, des Mines, des Postes et Télécommunications ;
- 11 janvier 1968 - 20 mai 1972 : premier ministre du Cameroun occidental. En juin 1972, le pays met fin au système fédéral et le poste de premier ministre restera vacant jusqu'en 1975 ;
- 20 mai 1972- courant 1973 : ministre d'État ;
- 14 juin 1973 - 1988 : président de l'Assemblée nationale du Cameroun.